# جیم لاول
جیمز آرتور لاول جونیور (به انگلیسی: James Arthur Lovell Jr.؛ ۲۵ مارس ۱۹۲۸ – ۷ اوت ۲۰۲۵) فضانورد، هوانورد دریایی، خلبان آزمایش و مهندس مکانیک آمریکایی بود. در سال ۱۹۶۸، به‌عنوان خلبان ماژول فرماندهی آپولو ۸، او به همراه فرانک بورمن و ویلیام آندرس، یکی از سه فضانورد اولی بود که به سوی ماه پرواز کرد و در مدار آن قرار گرفت. او سپس در سال ۱۹۷۰ فرماندهی مأموریت آپولو ۱۳ را بر عهده داشت که پس از یک نقص فنی حیاتی در مسیر، به دور ماه چرخید و با موفقیت به زمین بازگشت.
لاول در سال ۱۹۵۲ از آکادمی نیروی دریایی آمریکا در آناپولیس فارغ‌التحصیل شد و با جنگنده‌های اف۲اچ بانشی در پروازهای شبانه فعالیت کرد. او در اقیانوس آرام غربی بر روی ناو هواپیمابر یواس‌اس شانگری-لا خدمت کرد. در ژانویه ۱۹۵۸، دوره شش‌ماهه آموزش خلبان آزمایشی را در مرکز آزمایش هوایی نیروی دریایی در پایگاه هوایی پاتوکسنت ریور، مریلند، با کلاس ۲۰ گذراند و در صدر کلاس فارغ‌التحصیل شد. سپس به بخش آزمایش الکترونیک اختصاص یافت و با رادار کار کرد. در سال ۱۹۶۰، مدیر برنامه مک‌دانل داگلاس اف-۴ فانتوم ۲ نیروی دریایی ایالات متحده آمریکا شد. در سال ۱۹۶۱، به‌عنوان مربی پرواز و افسر مهندسی ایمنی در پایگاه هوایی نیروی دریایی اوشینا در ویرجینیا بیچ (ویرجینیا)، مشغول به کار شد و دوره مدرسه ایمنی هوانوردی را در دانشگاه کالیفرنیای جنوبی به پایان رساند.
لاول به دلیل بالا بودن موقت بیلی‌روبین خونش، به‌عنوان یکی از هفت فضانورد برنامه مرکوری از سوی ناسا انتخاب نشد. اما در سپتامبر ۱۹۶۲ به‌عنوان یکی از گروه دوم فضانوردان مورد نیاز برای برنامه‌های جمینای و آپولو پذیرفته شد. پیش از آپولو، لاول در دو مأموریت جمینای، یعنی جمینای ۷ (با بورمن) در سال ۱۹۶۵ و جمینای ۱۲ در سال ۱۹۶۶ به فضا رفت. او اولین فردی بود که چهار بار به فضا سفر کرد. در میان ۲۴ فضانوردی که در مدار ماه قرار گرفته‌اند، لاول اولین کسی بود که برای بار دوم به ماه سفر کرد، اما تنها فردی است که به سطح ماه قدم نگذاشته است. او دریافت‌کننده مدال افتخار فضایی کنگره و نشان افتخار آزادی رئیس‌جمهوری بود. لاول همچنین در نگارش کتاب ماه گمشده در سال ۱۹۹۴ همکاری کرد که فیلم آپولو ۱۳ در سال ۱۹۹۵ بر اساس آن ساخته شد. او در این فیلم به‌صورت کوتاه حضور افتخاری داشت.

## مرگ
لاوِل در ۷ اوت ۲۰۲۵، در سن ۹۷ سالگی در لیک فورست، ایلینوی درگذشت.